# 秋秀人
秋秀人（1970年—）是一名日本成人电影（AV）导演。自从1998年至今，他导演过逾300部电影。

## 生平与职业生涯
1970年，秋秀人在日本靜岡縣出生。在他1999年出版的“日记”中，他讲述了17岁的AV女優小林瞳来到附近的视频租赁商店，并与她握手的故事。他自称当时“从未想过将来会从事这样的工作。而现在，则无法想象不从事这种工作又会怎样。”
尽管秋秀人一直喜欢桃色电影，尤其是《桃色四天王》，但对于在AV中加入剧情的手法，他仍然存有疑虑。相对来说，他更喜欢使用在日本色情片中运用诸多的纪录片风格，并认为幻想和色情元素无法共存（“这样还不如去看桃色电影”）。他称，如果制片方需要，或影片所用的女优名气较高，有时他也不得不向影片中加入剧情，但他认为有剧情的AV无异于“导演的自慰行为”。
秋秀人在Hot娱乐公司，于公司创始人加护俊吾手下接受了AV产业的早期训练。他在九鬼工作室工作到1998年底，在名为“幕后日记”的一系列作品中，他描述了自己在为九鬼制作视频的过程中，与女演员们共事的技巧与方法。他也为日本卫星电视网络SKY Perfect导演名为“樱桃炸弹”的成人频道。到2002年底，秋秀人继续与九鬼合作，并开始经常为KMP公司执导。直到2004年底，他为S1 No. 1 Style成人视频制造商工作，截至那时他已经为S1导演了逾200部影片，尽管他仍在为KMP工作，甚至有时还会效力于Moodyz与其他工作室。在S1公司，他执导过众多由AV巨星参演的作品，如愛田由、蒼井空、青木鈴、麻美由真、下村愛、朝美穗香、小澤瑪麗亞、吉澤明步与Rio。。
2011年12月，作为雪莉·藤井效力KMP的三周年庆典仪式的一部分，秋秀人同另外三名导演K*WEST、Takuan和Company Matsuo执导了她的一部四节视频，每人导演其中一节。视频名为“雪莉·藤井的三周年--由四名导演执导的四节视频”。

## 所获奖项
日本成人电影奖
- 2004年导演奖[13]
- 2006年最佳导演奖[14]
- 2006年最佳主题奖第二名: 《New Face Risky Mosaic》 (新人　ギリギリモザイク　麻美ゆま)[14]
- 2006年最佳主题奖第三名: 《Sell Debut x Risky Mosaic》 (セル初　ギリギリモザイク　穂花)[14]
- 2007年最佳导演奖[15]
- 2007年最佳主题奖: 《Hyper-Risky Mosaic Mihiro》 (ハイパーギリギリモザイク みひろ)[15]
- 2007年最佳主题奖第二名: 《Hyper-Risky Mosaic Akiho Yoshizawa》 (ハイパーギリギリモザイク 吉沢明歩)[15]
- 2008年最佳导演奖第二名[16]
- 2008年最佳主题奖第三名: 《Special Bath House Tsubaki 8 Hours》 (ハイパー×ギリギリモザイク 特殊浴場TSUBAKI8時間)[16]

AV Open奖
- 2009年AV Open（英语：AV Open）最高奖: 《Double Risky Mosaic, Rio & Yuma》 (Wギリモザ Rioとゆま)[17]

（该影片还获得了DVD销售奖，零售奖，最佳包装奖和最佳女主角特色视频奖。）
- 2014年超级重量级奖第二名: 《Video That Packs a Punch V - Comprehensive Angle of Tits and Ass Together Presented Before Your Very Eyes》[18]